# Hrvatski športski klub Građanski Zemun
Lo Hrvatski športski klub Građanski Zemun, noto come Građanski Zemun, fu una società calcistica serba con sede a Zemun, la maggiore municipalità della città di Belgrado.
Era una delle squadre della comunità croata di Zemun.

## Storia
Il club viene fondato nel 1919 come club di lavoratori. L'anno successivo cambia il nome in "Sparta". Poco dopo, l'ala dei lavoratori rinnova il vecchio club sotto il nome "Građanski". Il colore della squadra è il verde.
Nei primi venti anni della sua storia milita nei campionati provinciali della sottofederazione di Belgrado.
Durante la seconda guerra mondiale si iscrive nel campionato dello Stato indipendente di Croazia.
Finita la guerra, il club viene sciolto dalle nuove autorità comuniste, decise ad eliminare i club di chiara identità etnica, borghesi o che si siano affiliate ai regimi totalitari durante il conflitto.